# San Miguel Astatla
San Miguel Astatla är en ort i Mexiko.   Den ligger i kommunen Concepción Buenavista och delstaten Oaxaca, i den sydöstra delen av landet, 240 km sydost om huvudstaden Mexico City. San Miguel Astatla ligger 2 124 meter över havet och antalet invånare är 152.
Terrängen runt San Miguel Astatla är huvudsakligen kuperad, men åt sydost är den platt. Runt San Miguel Astatla är det mycket glesbefolkat, med 2 invånare per kvadratkilometer. Närmaste större samhälle är San Miguel Tequixtepec, 19,9 km söder om San Miguel Astatla. Trakten runt San Miguel Astatla består i huvudsak av gräsmarker.